# Итаунас (река)
Итау́нас (порт. Rio Itaúnas) — река в штате Эспириту-Санту на юго-востоке Бразилии. Течёт по территории шести муниципалитетов: Понту-Белу, Мукуриси, Монтанья, Педру-Канариу, Пиньейрус, Консейсан-да-Барра. Впадает в Атлантический океан.
Длина реки составляет 174 км. Площадь водосборного бассейна равняется 4428 км², из которых 90 % приходится на территорию штата Эспириту-Санту, а оставшиеся 10 % — на Минас-Жерайс и Баия.
Итаунас начинается юго-западнее Понту-Белу. Притоки: Анжелин, Риу-Прету, Куэлью, Дораду, Барреаду, Дизойту, Итауниньяс и другие.